# Karsten van Limbos

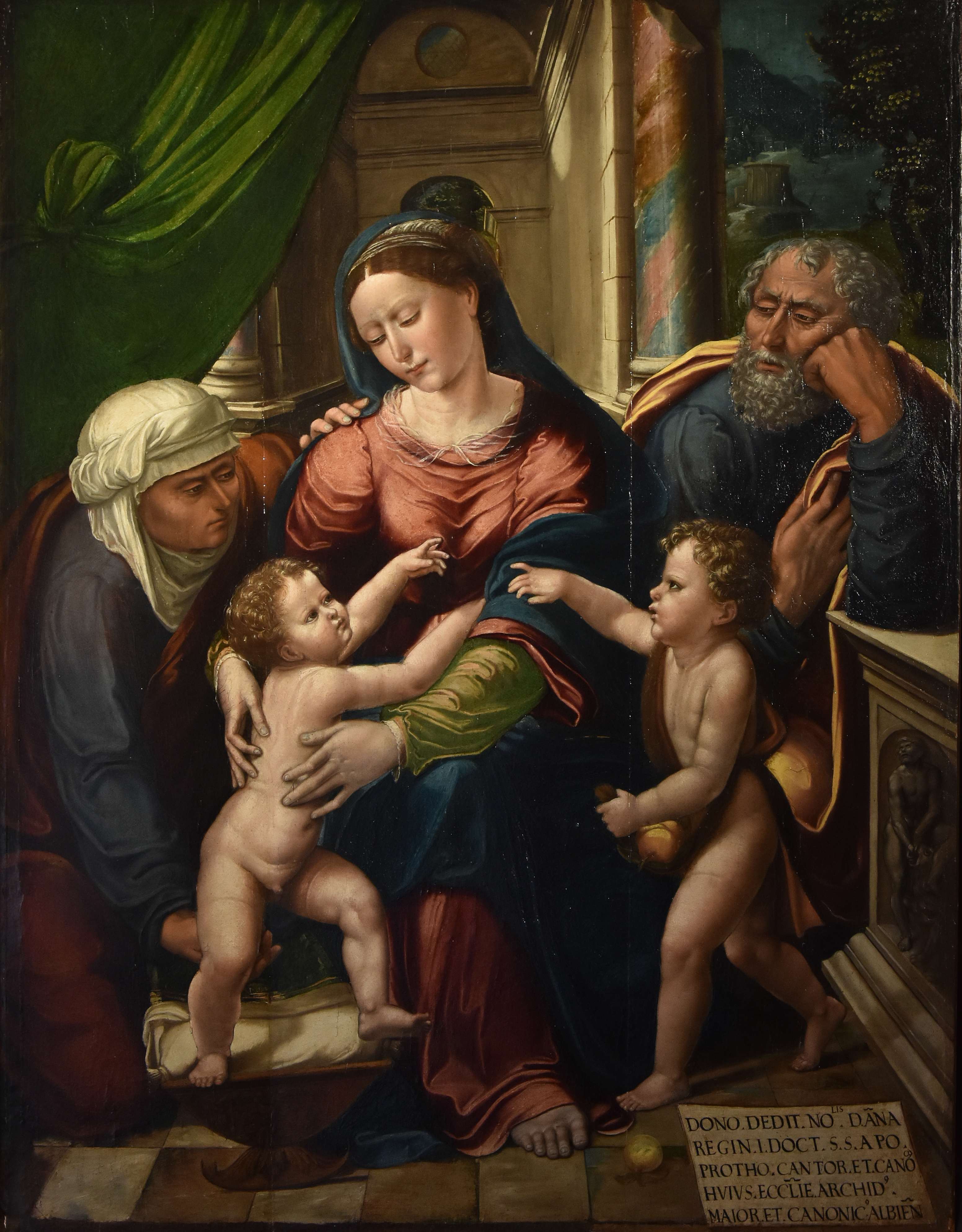
Heilige Familie met Sint Anna en Johannes de doper

Karsten van Limbos (Antwerpen, actief 1527-1542), ook bekend als Christian Valumbres, Valumbras of Valimboy was een Vlaams kunstschilder die behoorde tot de Noordelijke renaissance. Hij ondernam een kunstreis naar Italië en vestigde zich in de Provence.
In 1527 verbleef hij in Cavaillon en later werd hij inwoner van L'Isle-sur-la-Sorgue en Carpentras. Aan hem zijn drie werken toegeschreven: een Heilige Familie met Sint Anna en Johannes de doper in de kathedraal van Albi, een paneel met als onderwerp Christus in de tempel (vroeger fout geidentificeerd als een voorstelling van Pinksteren), getekend en gedateerd 30 juli 1542 in het musée de l’Emperi in Salon-de-Provence en een andere Heilige Familie in de kathedraal van Valence. Het laatste werk is gebaseerd op Rafaël's Heilige Familie onder de eik.
Zijn werken tonen een gelijkaardige uitwerking van de figuren, perspectief en architectuur.